# Tiche
Tiche (en la antigüedad, Tyche) es una división histórica y actual de la ciudad italiana de Siracusa. Fue uno de los cinco distritos de la antigua «pentapolis» griega y actualmente es una de las nueve circoscrizioni en las que se divide Siracusa.
De los 122.000 habitantes de Siracusa (2017), un 20% se concentran en Tiche, lo que le convierte en el distrito más poblado de la ciudad, junto con Akradina (19%) y Grottasanta (18%).

## Geografía urbana
La actual circunscripción de Tiche limita al oeste con las circunscripciones de Belvedere y Epipoli, al sur con la de Neapolis, al oeste con la de Acradina y al norte con el mar Mediterráneo. La circunscripción se divide en dos barrios (quartiere): Santa Panagia y Scala Greca.

## Toponimia
Su nombre proviene de la existencia de un templo dedicado a Tique (en italiano, Tiche, y en latín, Tyche, forma también usada en algunas fuentes especializadas en español), figura de la mitología griega que personificaba el destino y la fortuna. El templo, hoy desaparecido, fue referenciado por Cicerón en el año 70 a. C.

## Historia

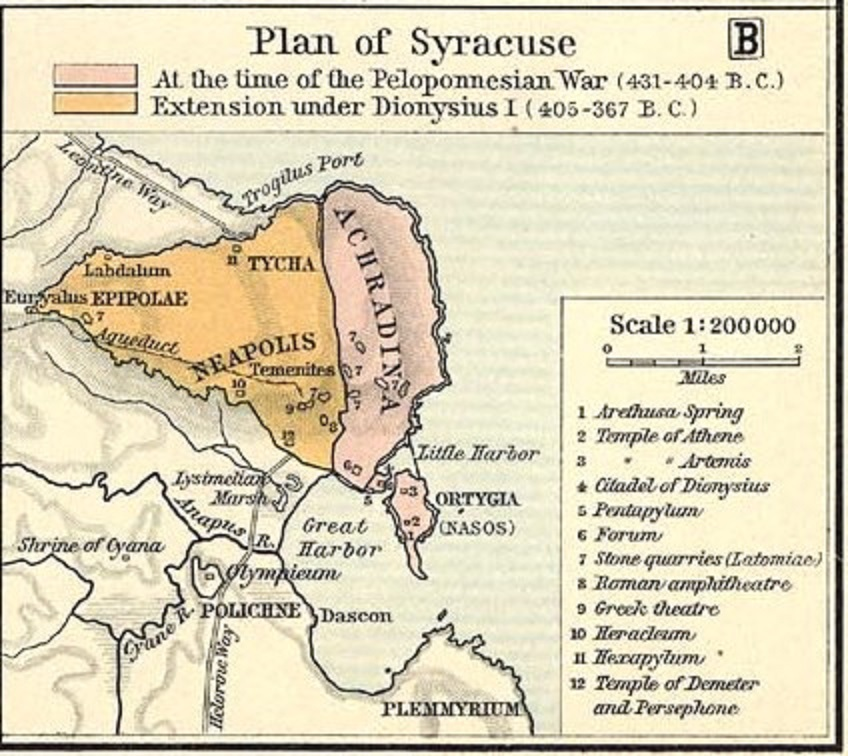
Tyche, en la Siracusa del s. V a. C.

Tyche fue un barrio residencial de la antigua Siracusa. Diodoro Sículo sitúa su creación alrededor del siglo V a. C., vinculada con la política expansiva impulsada por Gelón, quien forzó a los habitantes de ciudades como Gela a trasladarse a Siracusa. El crecimiento demográfico de la ciudad obligó a construir más allá de las fortificaciones de Akradina, que fue el primer territorio de expansión continental de Siracusa, cuyo núcleo fundacional estaba en la isla de Ortigia.
Tyche se ubicaba al norte de la «pentapolis» de Siracusa, al oeste del distrito de Akradina, extendiéndose hasta las Epípolas. En el extremo norte se ubicaba el puerto de Trogilus, referenciado en textos históricos pero cuyos restos no han sido encontrados. Tyche se rodeaba de una muralla, cuya apertura principal era la puerta Hexapylon, con seis entradas. De esta puerta salía la carretera que conectaba Siracusa con Leontinoi, Tapso y Catania. Según las descripciones de Cicerón, Tyche fue una zona muy concurrida, que contaba con un gran gimnasio y múltiples templos, además del ya citado de Tique.
En la segunda guerra púnica, durante el sitio de Siracusa (214-212 a. C.), Tyche fue saqueado por los soldados del ejército romano que comandaba el general Marco Claudio Marcelo. A partir de la dominación romana y, sobre todo, durante la Edad Media, la población de Siracusa quedó concentrada en la isla fortificada de Ortigia y los antiguos barrios griegos en tierra firme como Tyche, Akradina o Neapolis quedaron deshabitados durante siglos.
Tras el derribo de las murallas, en el siglo XX la ciudad volvió a expandirse hacia tierra firme. El actual barrio de Tiche se desarrolló en los años de la posguerra de la Segunda Guerra Mundial, con la construcción de polígonos residenciales. Debido a la especulación urbanística, la construcción del nuevo barrio se realizó sin preservar posibles restos arqueológicos.

## Lugares de interés

### Entorno de la «cava di Santa Panagia»

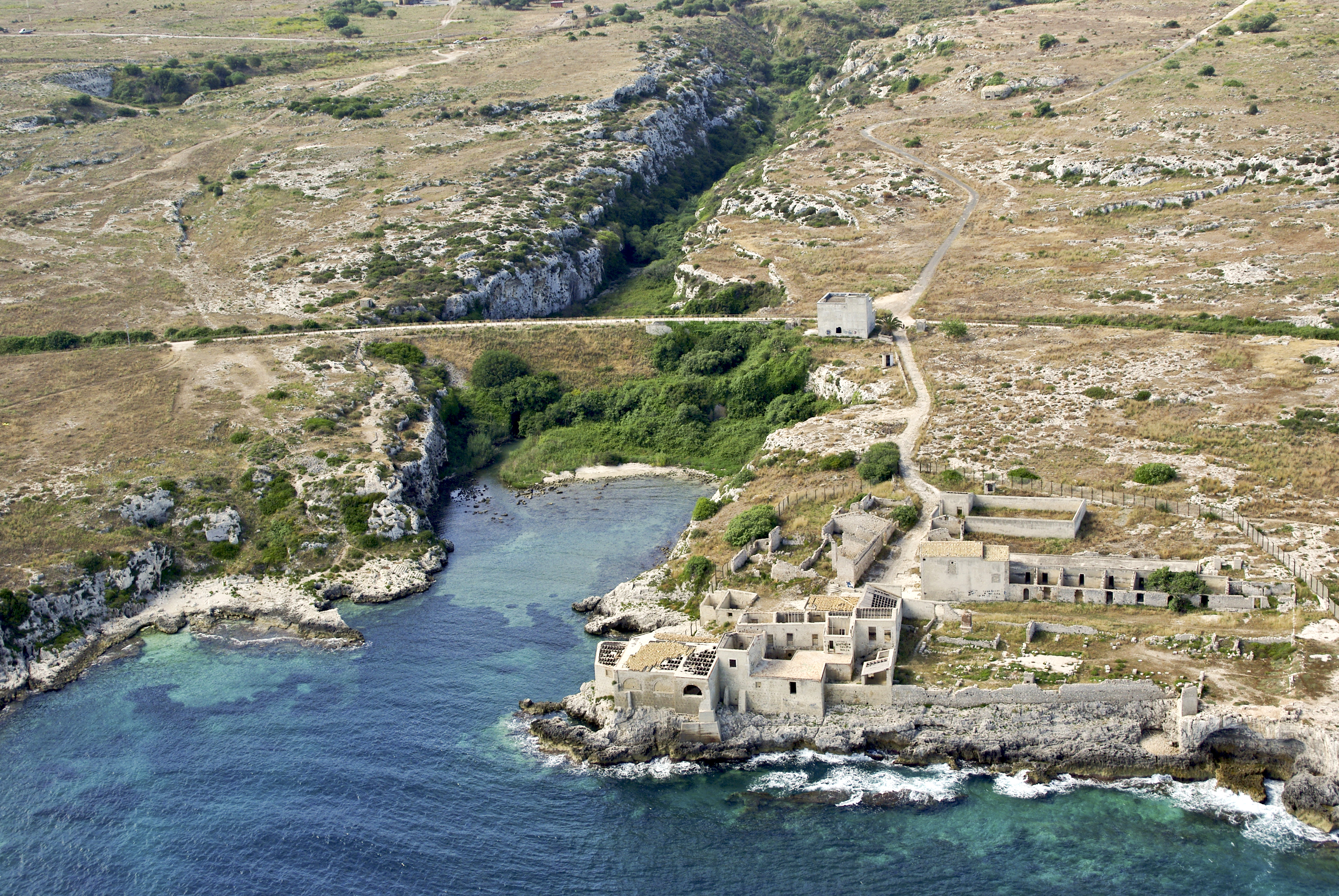
La bahía de Santa Panagia, con los restos de la antigua «tonnara».

En el extremo norte de Tiche, en la costa, se encuentra la «cava di Santa Panagia», una ensenada creada por la erosión del mar en la roca calcárea, que albergó una necrópolis de época griega y bizantina, aprovechando las cuevas naturales como catacumbas. En el mismo espacio se encuentra una iglesia rupestre bizantina. Junto a ella se levantan los restos de la «Tonnara di Santa Panagia», una antigua almadraba, actualmente abandonada. En este sitio se ha ubicado tradicionalmente el histórico puerto de Trogilus.